# 越後杉
越後杉（えちごすぎ）とは、新潟県で栽培される杉のブランド名である。

## 概要
越後杉は、古くから家屋や神社仏閣の材料として用いられている。一般的に、樹齢70 - 90年のものが使われる。

## 特徴
一般的に、熱伝導率は鉄の200分の1。